# Helmut Vetter (Apotheker)
Helmut Vetter (* 28. Juni 1920 in Oberndorf am Neckar; † 1. Februar 1999 in Ravensburg) war ein deutscher Apotheker und Unternehmer. Er gründete das Unternehmen Vetter Pharma, das sich zu einem  Pharmadienstleister entwickelte.

## Leben und Karriere
Helmut Vetter wurde 1920 als Sohn des Gymnasiallehrers und späteren Oberstudiendirektors Karl Vetter und dessen Frau Karla geboren. In seiner frühen Kindheit zog seine Familie von Oberndorf nach Ravensburg. 1939 bis 1945 studierte er in Tübingen Pharmazie und leistete zwischenzeitlich Kriegsdienst. 

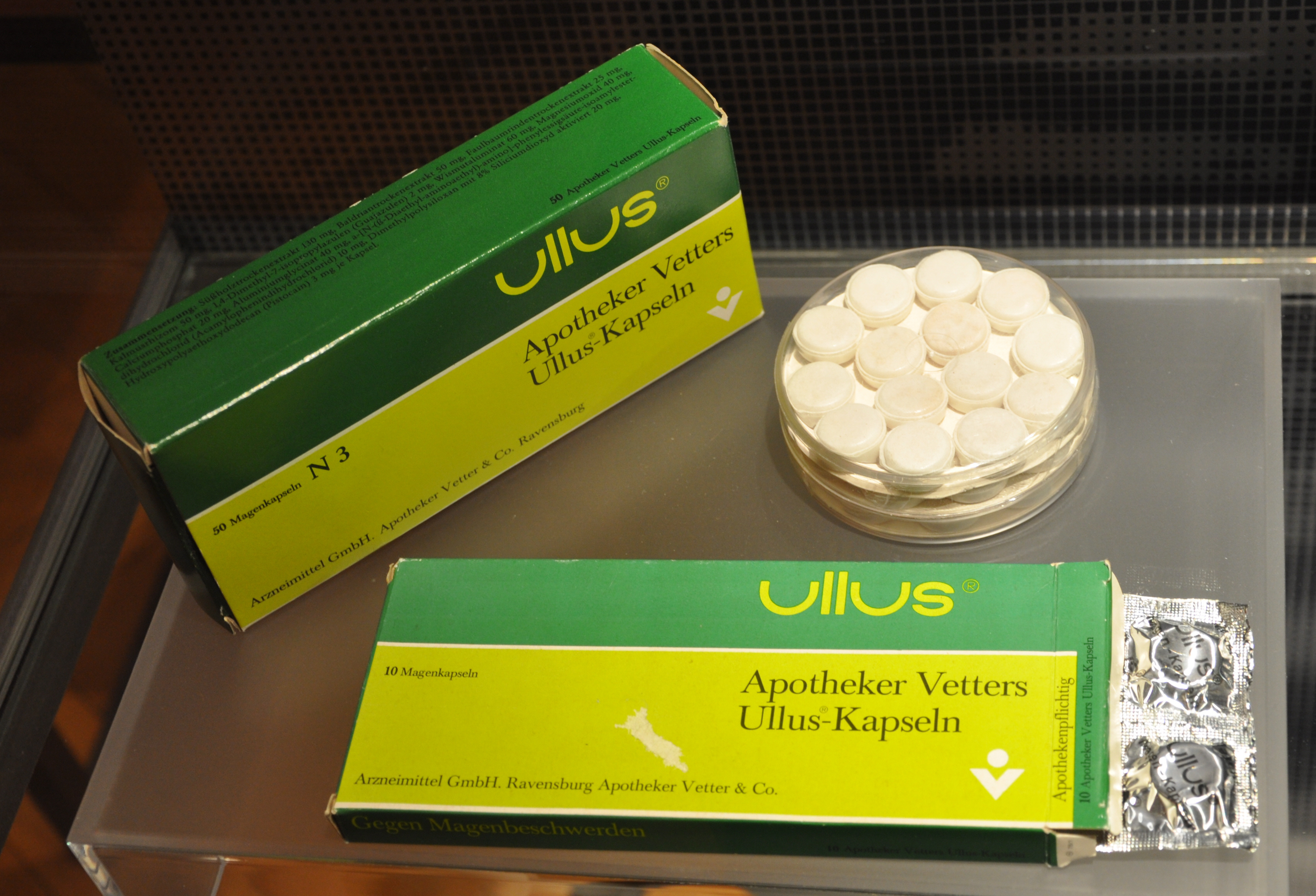
Die von Vetter entwickelten Ullus-Kapseln

Nach der Approbation als Apotheker 1945 war er verantwortlich für die Medikamentenversorgung der Apotheken und Krankenhäuser in Ravensburg und gründete im selben Jahr die „Chemisch-Pharmazeutische Laboratorium Ravensburg GmbH“, die neben dem Laborbetrieb eine Laborantenschule und die Herstellung von Arzneimitteln umfasste. 1950 pachtete er die Marien-Apotheke und entwickelte das Magenmittel Ullus, die bis in die USA exportiert wurde. Im Jahr 1953 gründete er die „Apotheker Vetter & Co. Arzneimittel GmbH“, die sich Anfangs auf die Oblatenkapseln, darunter das selbst entwickelte Magenmittel Ullus, konzentrierte. 1958 erwarb er am Ravensburger Marienplatz eine eigene Apotheke. Als in den 1960er-Jahren die Qualität von Medikamentenverpackungen zunehmend an Bedeutung gewann, baute Vetter die Lohneinsiegelung aus und begann 1965 mit der Auftragsherstellung von Arzneimitteln. In den folgenden Jahrzehnten entwickelte sich das Unternehmen zu einem führenden Anbieter von aseptisch vor gefüllten Spritzen und anderen pharmazeutischen Verpackungslösungen. Das Unternehmen expandierte international und eröffnete Standorte in den USA, Österreich und Asien. 1983 gründete Vetter eine Tochterfirma in den USA, die den Vertrieb in Nordamerika übernahm. 1984 erfolgte die Umfirmierung in „Vetter Pharma-Fertigung GmbH & Co. KG“. 1997 trat Vetter aus dem Tagesgeschäft zurück. Vetter war dreimal verheiratet. Aus erster Ehe gingen der Sohn Udo Johannes sowie die Töchter Cornelia und Bianca und aus der zweiten Ehe ein weiterer Sohn hervor. Sein Sohn Udo Johannes Vetter übernahm nach seinem Ausscheiden die Führungsposition im Unternehmen. Im Jahr 1999 starb Vetter mit 78 Jahren.
Helmut Vetter prägte die Entwicklung der pharmazeutischen Industrie durch Innovationen in der sterilen Abfüllung von Medikamenten. Sein Unternehmen zählt heute zu den weltweit führenden Pharmadienstleistern und arbeitet mit internationalen Pharmaunternehmen zusammen.